# John Dalderby
John Dalderby (auch de Dalderby) († 12. Januar 1320 bei Stow) war ein englischer Geistlicher. Ab 1300 war er Bischof von Lincoln.

## Herkunft und Aufstieg zum Bischof
John Dalderby entstammte einer Familie der Gentry, deren Landbesitz bei dem Dorf Dalderby etwa drei Kilometer südlich von Horncastle in Lincolnshire lag. Er wurde Geistlicher und studierte an der Universität von Oxford. Vor 1269 machte er einen Abschluss als Master of Arts. Anschließend erlangte er den Grad eines Doktors der Theologie. Daneben studierte er Medizin, was er später auch in Oxford lehrte. Für seinen Unterhalt als Lehrer an der Universität wurde ihm 1269 die Pfründe von Dalderby und 1271 das Rektorat von Heather in Leicestershire übertragen. 1283 wurde er Archidiakon von Carmarthen in Wales, und vor 1291 erhielt er das Amt des Kanzlers der Kathedrale von Lincoln. Nach dem Tod von Bischof Oliver Sutton wurde Dalderby am 15. Januar 1300 zum neuen Bischof der Diözese Lincoln gewählt. Am 12. Juni 1300 wurde er in Canterbury von Erzbischof Robert Winchelsey zum Bischof geweiht.

## Tätigkeit als Bischof

### Politische Tätigkeit
Wie sein Vorgänger Sutton spielte Dalderby als Bischof politisch nur eine geringe Rolle. Als König Eduard I. im Januar 1301 in Lincoln ein Parlament abhielt, wohnte er während dieser Zeit auf dem bischöflichen Gut von Nettleham. Dennoch lehnte Dalderby wie andere Bischöfe die vom König für den Krieg in Schottland geforderte Steuer auf geistlichen Besitz ab, da der Papst hierfür nicht um Zustimmung gebeten worden sei. Als die Schotten während der Herrschaft von Eduard II. ihre Raubzüge immer weiter nach Süden führten, drängte Dalderby 1315 die Steuereinnehmer zur Eile, damit sie den Zehnten erhoben, mit dem die Verteidigung des Reiches finanziert werden sollte.

### Tätigkeit als Geistlicher
Als Bischof war Dalderby ernsthaft um das Seelenheil der Bevölkerung seiner Diözese bemüht. Er achtete auf das regelmäßige Abhalten von Gottesdiensten in den Gemeinden und versuchte Missstände zu beheben, z. B. wenn Pfarrer nicht in ihrer Gemeinde lebten oder wenn Geistliche mehrere Ämter gleichzeitig innehatten. Falls Geistliche aufgrund von Krankheit oder Alter ihren Aufgaben nicht mehr nachkommen konnten, versuchte er Vertreter zu bestellen. Er betonte die Wichtigkeit einer guten Ausbildung seiner Geistlichen und weigerte sich, Ämter an schlecht ausgebildete Geistliche zu vergeben. Er beurlaubte Amtsinhaber, die studieren wollten und gewährte Ablässe für diejenigen, die Predigten von als Vorbild benannten Predigern zuhörten. 1307 gewährte er einen Ablass für alle, die zum Bau des Vierungsturms der Kathedrale beitrugen und erhöhte die Ausstattung der Vikare der Kathedrale. Einen Streit zwischen Dekan Roger Martival und dem Kathedralkapitel konnte er schlichten. Mit Erzbischof Winchelsey führte er ab 1308 oder 1309 einen langjährigen Streit über Erbschaften, die testamentarisch an die Kirche fallen sollten. Konkret ging es um den Fall des Adligen Hugh Bardolf, der 1304 gestorben war und dessen Besitzungen sich in insgesamt dreizehn Grafschaften befanden. Da damit ein Teil des Erbes an andere Diözesen fallen würde, fühlte sich Dalderby benachteiligt. Sowohl Winchelsey wie auch Dalderby wandten sich an die Kurie, und erst 1319, kurz vor seinem Tod, konnte Dalderby einen Kompromiss mit Winchelseys Nachfolger Reynolds erreichen.
Als Bischof hatte Dalderby das Recht, Visitationen in den zahlreichen Klöstern der Diözese vorzunehmen und bei Nichtbeachtung der Ordensregeln einzugreifen. In Peterborough und Bardney Abbey konnte er Konflikte unter den Mönchen schlichten. Bei den Frauenklöstern versuchte er gemäß der 1298 erlassenen päpstlichen Bulle Periculoso die strenge Klausur einzufordern, wobei er aber auf erheblichen Widerstand der Nonnen traf. Als er 1300 Markyate Priory verließ, warfen ihm einige Nonnen die Kopie der Anordnung hinterher und riefen dabei, sie nicht zu beachten. Zwischen 1308 und 1311 war Dalderby an den Maßnahmen gegen den Templerorden in England beteiligt. Dabei beklagte er sich mehrmals, dass er zahlreiche andere Aufgaben hätte und dazu krank sei, so dass er vermutlich nur ungern gegen die Templer vorging.

## Letzte Jahre, Tod und Nachwirkung
Ab 1315 wurde Dalderby aufgrund seines Alters zunehmend gebrechlich und wurde in seinem Amt durch einen Koadjutor unterstützt. Er starb Anfang 1320 auf dem bischöflichen Gut Stow Park bei Stow in Lincolnshire und wurde in der Kathedrale von Lincoln beigesetzt.
Dalderys zeitgenössische Biograf John Schalby, der auch als Archivar der Diözese Lincoln diente, lobte ihn als bekannten Gelehrten, aber vor allem als frommen Mann, hervorragenden Prediger und als großzügigen Dienstherrn. Nach seinem Tod kam es zu zahlreichen Berichten über Wunder, die nach Fürbitten an ihn erfolgt seien, und 1321 erließ sein Nachfolger einen Ablass für die diejenigen, die sein Grab besuchten und für sein Seelenheil beteten. Zwar blieb die 1327 und 1328 angestrebte Kanonisation erfolglos, doch auf lokaler Ebene wurde er dennoch als Heiliger verehrt. Durch die zahlreichen Spenden konnte ein prächtiges Grabdenkmal für ihn errichtet werden, das während der Reformation im 16. Jahrhundert bis auf wenige Reste zerstört wurde.